# Pařízek (Rožďalovické rybníky)
Rybník Pařízek u Rožďalovic o výměře vodní plochy 1,79 ha se nachází v lese asi 2,8 km severovýchodně od centra města Rožďalovice v okrese Nymburk. Hráz rybníka  Pařízek je přístupná po žluté turistické značce spojující penzion Bučický mlýn s železniční zastávkou Mlýnec. 
Rybník je využíván pro chov ryb.

## Galerie

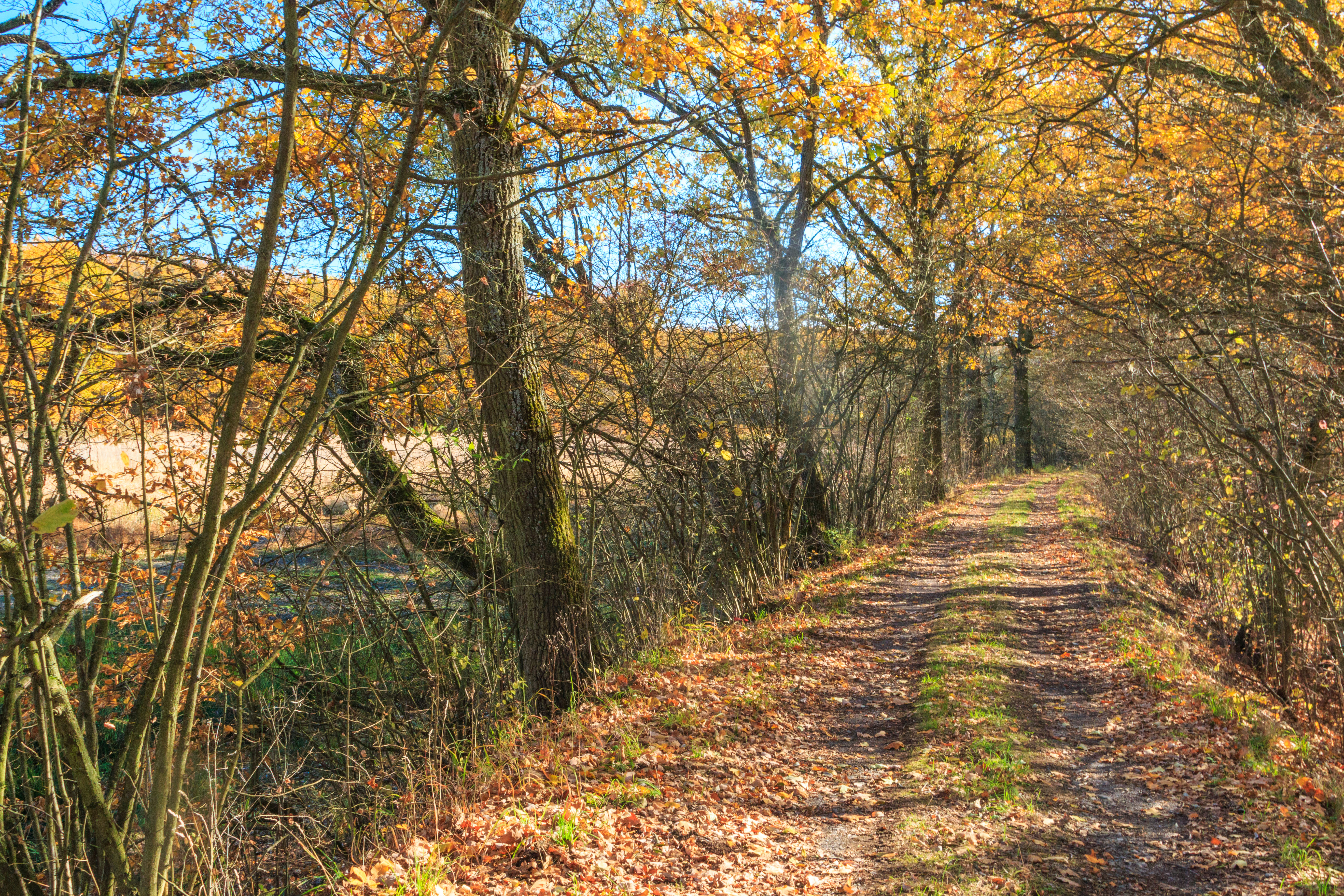
pohled na hráz rybníka Pařízek
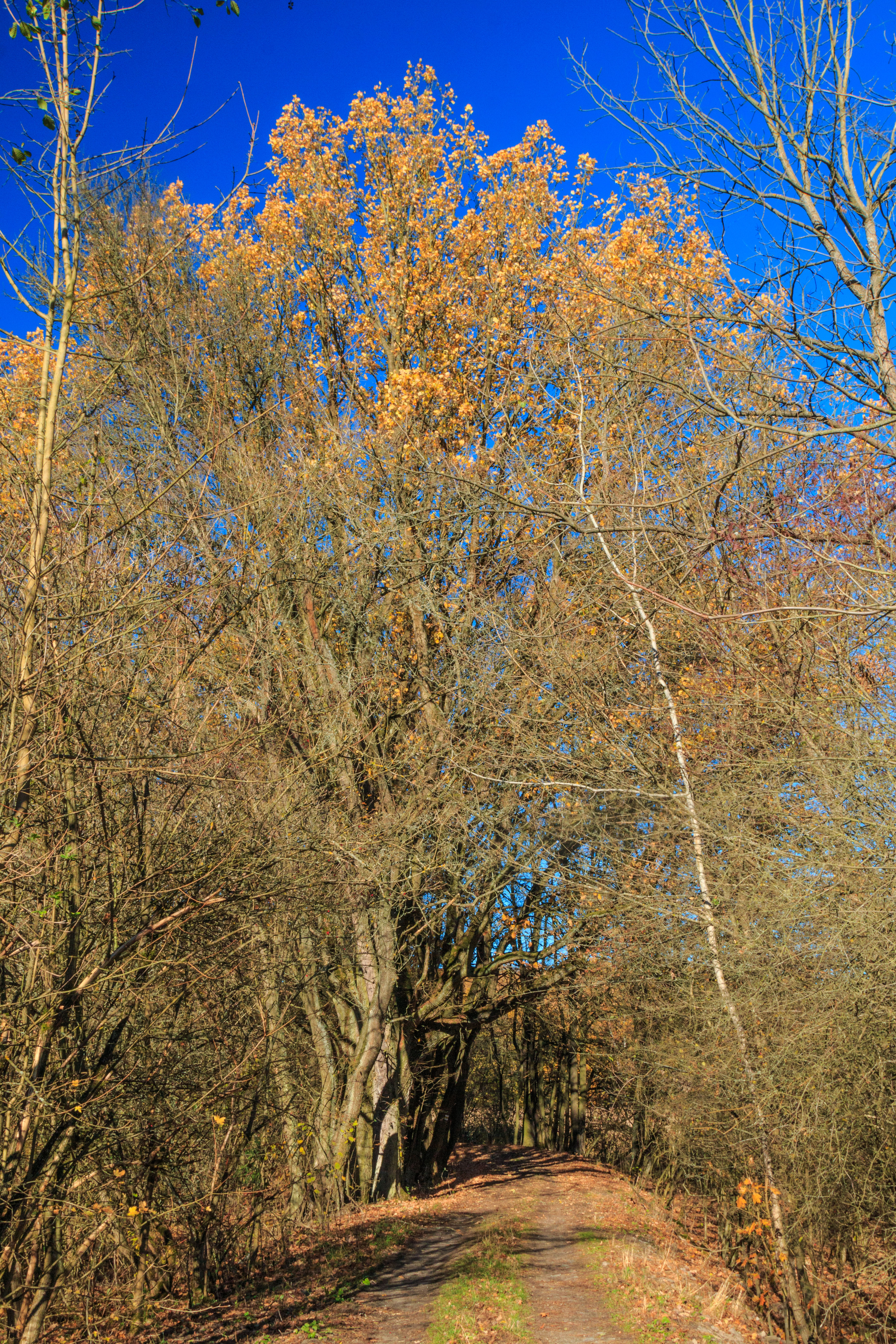
pohled na hráz rybníka Pařízek
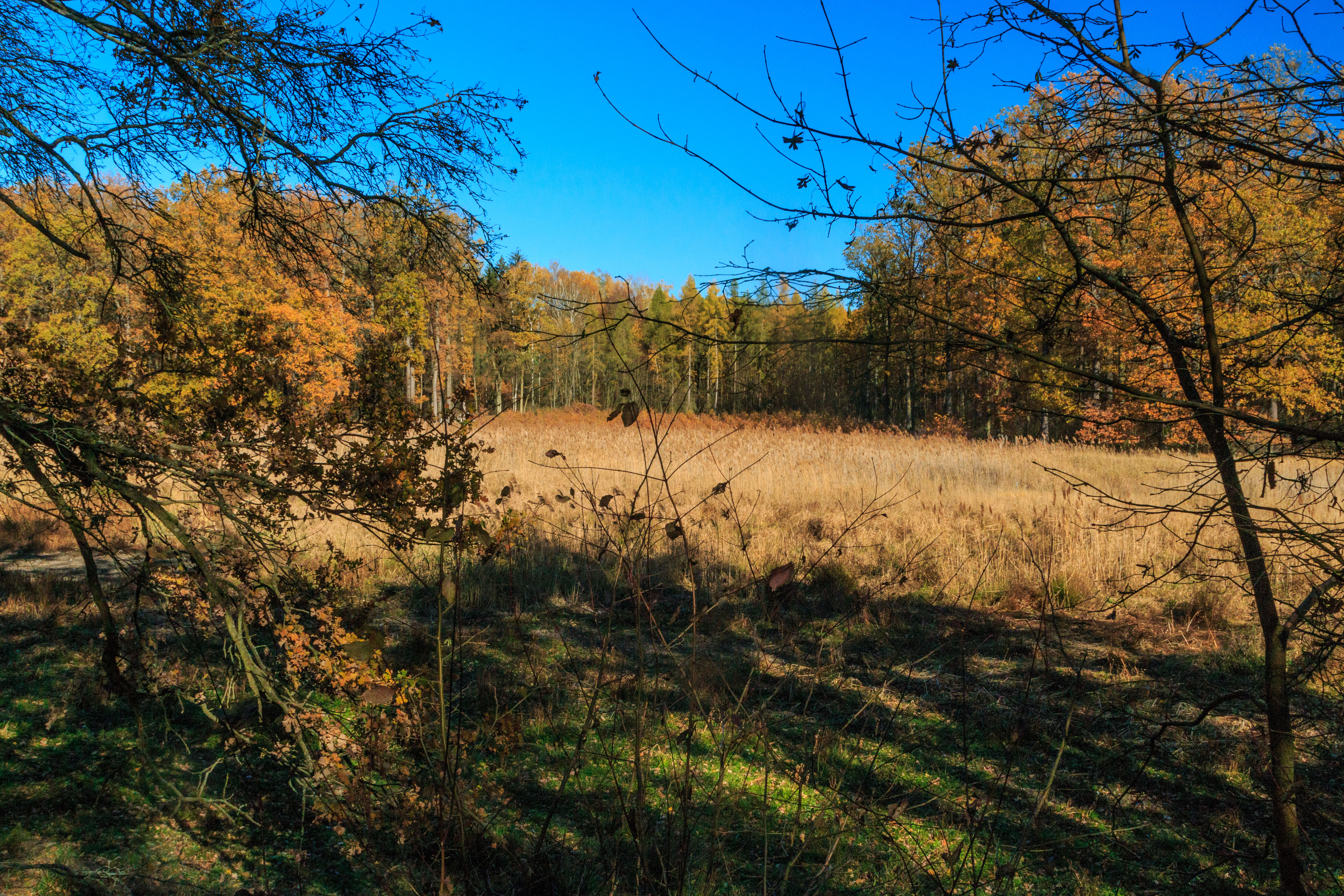
pohled na vyschlý rybník Pařízek